# Иващенко, Валерий Владимирович
Вале́рий Влади́мирович Ива́щенко (укр. Валерій Володимирович Іващенко; род. 30 июля 1956, Запорожье) — заместитель министра обороны Украины в 2007—2009 годах, исполняющий обязанности министра обороны с 2009 по 2010 год. Полковник в отставке. С 2013 по 2019 год проживал в Копенгагене. Работал в Датской Королевской Академии обороны. С августа 2020 по сентябрь 2021 года — первый заместитель министра стратегических отраслей промышленности Украины.

## Карьера
В 1978 году окончил Военную инженерную академию имени А. Ф. Можайского. Офицерскую службу начал на космодроме «Байконур».
С 1978 до 1993 года военную службу проходил на инженерных и командных должностях на космодромах «Байконур» и «Плесецк».
В 1993 году окончил Военную академию имени Ф. Э. Дзержинского.
В 1993—1995 годах службу проходил на должностях в штабе вооружения Министерства обороны Украины.
С 1995 по 1996 год — начальник группы Центра административного управления стратегическими ядерными силами Министерства обороны Украины.
С 1996 по 2000 год работал в Управлении по вопросам оборонно-мобилизационной работы и правоохранительных органов Кабинета министров Украины.
В 2000—2001 годах — государственный эксперт Управления внешнеполитических аспектов национальной безопасности Аппарата Совета национальной безопасности и обороны Украины.
С 2001 по 2003 год занимал должность заведующего отделом Государственной комиссии по вопросам оборонно-промышленного комплекса Украины.
С 2003 по 2005 год — начальник Управления по вопросам оборонно-промышленной политики Секретариата Кабинета министров Украины. В 2005 году — заместитель начальника Управления промышленной политики Секретариата Кабинета министров Украины.
С 2005 по 2007 год — заместитель руководителя Главной службы политики безопасности и оборонной политики — руководитель департамента оборонного строительства Секретариата Президента Украины.
С октября 2007 по июнь 2009 года занимал должность заместителя министра обороны Украины. После отставки Еханурова распоряжением Кабинета министров Украины № 604-р от 5 июня 2009 года назначен на должность первого заместителя Министра обороны Украины, до марта 2010 года исполнял обязанности министра обороны Украины.
С 2013 по 2019 год проживал в Копенгагене. Работал в Датской Королевской Академии обороны.
В ноябре 2019 года отказался от статуса политического беженца в Дании и возвратился в Украину.
С августа 2020 по сентябрь 2021 года — первый заместитель Министра стратегических отраслей промышленности Украины.

## Уголовное дело
21 августа 2010 года Валерий Иващенко был задержан Военной прокуратурой. Его обвинили в незаконном принятии решения о реализации имущества Феодосийского судомеханического завода. 24 августа он был арестован.
В июне 2011 года Валерий Иващенко объявил бессрочную голодовку в знак протеста против предвзятости коллегии судей, но вскоре прекратил голодовку из-за состояния здоровья. Адвокаты Иващенко подали жалобу в Европейский суд по правам человека в связи с допущенными нарушениями в ходе досудебного и судебного следствия. В интервью «Коммерсанту» Иващенко заявил, что не имел отношения к отчуждению и реализации имущества ФСЗ.
12 апреля 2012 года Валерий Иващенко был приговорён к 5 годам лишения свободы с лишением на три года права занимать государственные должности. Иващенко заявил, что его дело сфабриковал бывший заместитель генпрокурора Виталий Щёткин. Приговор был раскритикован Хельсинкским комитетом по правам человека, США и Евросоюзом.
14 августа 2012 года апелляционный суд изменил Иващенко срок наказания на условный и освободил из-под стражи в зале суда, с испытательным сроком на один год.
В январе 2013 года получил политическое убежище в Дании. Проживал в Копенгагене.
4 апреля 2014 года суд первой инстанции, в том же самом составе, что и 12 апреля 2012 года, отменил свой приговор в отношении Валерия Иващенко со снятием с него судимости.

## Награды
Награждён орденом Богдана Хмельницкого III ст. (8 февраля 2010), орденом Данилы Галицкого (29 июля 2006), медалью «За боевые заслуги» (22 февраля 1989).